# Kapuk (Cengkareng)
Kapuk is een kelurahan in het onderdistrict Cengkareng in het westen van Jakarta, Indonesië. Kapuk (Cengkareng) telt 160083 inwoners (volkstelling 2010).